# Estudio trascendental n.º 3

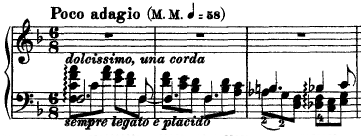
Comienzo de la obra.

El Estudio trascendental n.º 3, "Paysage" (Paisaje) en fa mayor es un estudio para piano solo, compuesto por el compositor romántico Franz Liszt. Es el tercero de los doce estudios que forman los Études d'exécution transcendante, compuestos en 1851 a partir de una revisión de 1837 de piezas anteriores. 
Por lo general, es considerado como uno de los más fáciles o "asequibles" de los doce Estudios trascendentales. Sin embargo, éstos son de gran dificultad, por lo que tampoco es una pieza que puedan permitirse todos los pianistas. 
El aire del estudio sugiere una tranquila escena campestre. La primera parte del estudio se toca con un tempo poco adagio. Además, desde el mismo principio se indica que debe interpretarse sempre legato e placido, es decir, siempre ligado y tranquilo. 
Durante toda la pieza hay constantes cambios dinámicos y síncopas y la melodía se toca a menudo en terceras y en octavas. 

## Publicaciones y fuentes
- 12 Études Op. 1 (primera versión), Editio Música Budapest, 1952.
- Études d'exécution transcendante in Etüden I, Editio Musica Budapest, 1970.
- Études d'exécution transcendante, G. Henle Verlag, 2004.
- Études d'exécution transcendante, Wiener Urtext Edition, 2005.
- Prefacio a la edición de G. Henle Verlag de los Études d'exécution transcendante, 2004, por Mária Eckhardt.
- Guide de la musique de piano et de clavecin, edición preparada por François-René Tranchefort,[1] Fayard, 1995.